# Penderrin Ohmsford
Penderrin Ohmsford chiamato anche Pen, è uno dei protagonisti del ciclo de: Il Druido Supremo di Shannara scritto da Terry Brooks

## Storia
È il figlio di Bek Ohmsford e Rue Meridian ed è cresciuto nella stazione commerciale di Patch Run, lungo la costa del Lago Arcobaleno. I genitori e lo zio, 'Big Red', gli trasmisero la passione per le navi volanti, imparando tutto su di esse e sul loro funzionamento, ma soprattutto dimostrò di essere un abile pilota. Come era accaduto in precedenza, in ogni generazione della famiglia Ohmsford, Penderrin mostrò di possedere la magia, che però in lui si manifestava come una forma di linguaggio che gli permetteva di comunicare con animali e piante. Di tanto in tanto, sua zia, Grianne Ohmsford veniva a trovare il fratello e nei confronti del giovane si era sempre dimostrata gentile e attenta.
L'Ard Rhys fu spedita nel Divieto a seguito della congiura guidata da Shadea a'Ru ma il suo assistente, il fedele Tagwen, riuscì a scappare da Paranor e arrivò a Patch Run chiedendo l'aiuto dei genitori di Pen. Incalzati dal druido Terek Molt, i due furono costretti alla fuga. Nel corso di una breve sosta nelle Querce Nere incontra il Re del Fiume Argento che gli affida il compito di trovare il leggendario Tanequil. Da questo albero, Pen dovrà ottenere lo Scettro Nero, un talismano magico che gli permetterà di traslarsi nel Divieto e salvare così l'Ard Rhys. Pen e Tagwen viaggiano verso il villaggio di Emberen dove incontrano nuovi alleati che si uniscono alla sua causa: Ahren Elessedil e sua nipote Khyber. La compagnia affitta una nave corsara guidata da Gar Hatch e si dirigono a nord verso le montagne Charnal. Lungo il percorso, Pen si innamorò della figlia cieca del capitano corsaro, Cinnaminson, da cui però è costretto a separarsi dopo il tradimento dello stesso Gar Hatch che li abbandona in una palude lacustre del Lazareen. Qui, Ahren Elessedil si sacrifica per permettere alla compagnia di proseguire la ricerca del Tanequil, che grazie all'aiuto dei Troll delle Rocce andrà a buon fine. Raggiunto l'antico albero, Pen fu costretto a sacrificare due dita e Cinnaminson al fine di ottenere lo Scettro Nero.
Poco dopo aver ricevuto il talismano, Pen fu rapito dai Druidi guidati da Traunt Rowan, e condotto a Paranor. Con l'aiuto di Khyber Elessedil, il giovane è stato in grado di raggiungere le stanze dell'Ard Rhys e traslarsi nel Divieto.
Giunto in quelle terre maledette, si accorse che il talismano aveva sbloccato in lui la magia della Canzone Magica che usò per soccorrere la zia; tornato nelle Quattro Terre assieme al legittimo Ard Rhys, il giovane insieme ai genitori rispedì Il Moric nel Divieto impedendogli di distruggere l'Eterea. In seguito, fu riunita alla sua amata Cinnaminson, grazie a Grianne, che prese il suo posto tra le radici del Tanequil.